# Urodus parvula
Urodus parvula is een vlinder uit de familie van de Urodidae. De wetenschappelijke naam van de soort is voor het eerst geldig gepubliceerd in 1881 door Edwards.